# Hyalinobatrachium nouraguense
Hyalinobatrachium nouraguense är en groddjursart som beskrevs av Lescure och Christian Marty 2000. Hyalinobatrachium nouraguense ingår i släktet Hyalinobatrachium och familjen glasgrodor. IUCN kategoriserar arten globalt som livskraftig. Inga underarter finns listade i Catalogue of Life.